# Wydział Geografii i Geologii Uniwersytetu Jagiellońskiego
Wydział Geografii i Geologii Uniwersytetu Jagiellońskiego – jeden z szesnastu wydziałów Uniwersytetu Jagiellońskiego. 
Jego siedziba znajduje się przy ul. Gronostajowej 3a w Krakowie na terenie III Kampusu. Powstał w 2017 poprzez podział Wydziału Biologii i Nauk o Ziemi i wydzielenie z niego dwóch instytutów: Geografii i Gospodarki Przestrzennej oraz Nauk Geologicznych. W 2018 roku w skład instytutów wchodziło 14 zakładów.
Na wydziale prowadzone są studia I, II i III stopnia w zakresie geografii i geologii oraz studia II stopnia na kierunku e-gospodarka przestrzenna.

## Władze Wydziału
Kadencja 2024–2028:
- Dziekan: prof. dr hab. Marek Drewnik
- Prodziekan ds. naukowych i finansowych: prof. dr hab. Michał Gradziński
- Prodziekan ds. studenckich: dr hab. Patrycja Wójcik-Tabol, prof. UJ

## Dziekani Wydziału
- prof. dr hab. Bolesław Domański (2017–2020)
- prof. dr hab. Marek Drewnik (2020–2028)